# Hip hop danese
L'hip hop danese fa parte del movimento culturale hip hop nel mondo. L'hip hop è un movimento culturale originario degli Stati Uniti. La sua maggiore manifestazione è rappresentata dalla musica hip hop, che si divide in MCing e DJing. In Danimarca, l'hip hop sta crescendo con molta popolarità a partire dagli ultimi quindici anni, i più famosi artisti che cantano in lingua danese sono MC Einar e Rockers. Nei primi anni novanta, l'inglese era la lingua preferita dai rapper, come Dope Solution, Kidnap e uno dei primi gruppi femminili di breaking No Name Requested, i quali fusero il rap con il reggae prima degli artisti contemporanei. Alla fine degli anni 90 l'hip hop in lingua danese era ancora molto richiesto ed era la scelta preferiti degli artisti, a causa di rapper come Jokeren e il suo gruppo Den Gale Pose. L'etichetta discografica The Funcky Fly ha avuto una parte importante in questa evoluzione. In contrasto con molti altri paesi, in Danimarca ebbe ha avuto maggior successo l'hip hop in lingua danese che quello in lingua inglese. Molti artisti danesi che cantano in lingua inglese hanno molto più successo all'estero che in patria, come Static e NATiLL, entrambi popolari in Germania, e Funk Flush e Delireeus, i quali sono meglio conosciuti in altre parti della Scandinavia. Tra i più importanti rapper di lingua danese abbiamo:
I membri dei Full Impact Productions (F.I.P.), (Orgi-E, Bai-D, Troo.L.S., L.O.C., Rune Rask & U$O),
I membri spesso riferiti agli stessi F.I.P.G.C. (Full Impact Productions Gangster Click). Il famoso gruppo rap danese Suspekt è costituito dai membri dei F.I.P. Orgi-E, Bai-D & Rune Rask sebbene L.O.C. spesso collaborò con loro.
Nel 2005, due dei membri, Troo.L.S. & Orgi-E hanno pubblicato un loro album, Forklædt Som Voksen (Travesito Come Adulto). Il gruppo non si è diviso, ma ha dichiarato che non avrebbero più pubblicato nuovi album. Comunque, essi spesso si esibiscono insieme. Mentre Suspekt è o era un gruppo, F.I.P. può essere considerato come una "associazione".
L.O.C. (Liam O'Connor) è il più affermato rapper solista nella storia dell'hip hop danese, con i suoi 60,000 album venduti. Il suo primo album Dominologi, include successi come "Absinth" e "Drik Min Hjerne Ud" (Bevi Il Mio Cervello Via). Il suo secondo album Inkarneret (Incarnato) ebbe un enorme successo, con le tracce "Undskyld" (Mi Dispiace), "Hvem" (Chi), "Pop Det Du Har" (Pop Quello Che Hai). Il suo ultimo album, Cassiopeia, è stato pubblicato il 15 settembre 2005 e la canzone "Frøken Escobar" (Manca Escobar) ha riscosso un enorme successo.
I due famosi produttori Rune Rask and Troo. L.S. hanno prodotto la maggior parte dei successi dei membri dei F.I.P.. Essi hanno ricevuto un premio come migliori produttori discografici. Nel 2006, hanno prodotto la canzone "Gangsta Bop" di Akon, che è stata inserita nel suo secondo album Konvicted. Il duo si è anche assunto la produzione di due delle venti tracce contenute nel album Everready: The Religion di Tech N9ne pubblicato nel 2006.